# Le Peuple migrateur
Le Peuple migrateur (estrenat en anglès com Winged Migration i en castellà com Nómadas del viento) és una pel·lícula documental francesa dirigida per Jacques Perrin, Jacques Cluzaud i Michel Debats, i que fou estrenada al cinema el 2001.

## Sinopsi
La pel·lícula es va rodar al llarg de quatre anys als set continents. Es va rodar mitjançant càmeres de vol, la majoria de les imatges són aèries i l'espectador sembla volar al costat d'ocells d'espècies successives, sobretot oques del Canadà. Recorren tot tipus de clima i paisatge, i cobreixen grans distàncies en un vol de supervivència. Els realitzadors van exposar més de 590 milles de pel·lícula per crear una peça de 89 minuts. En un cas, es van editar dos mesos de filmació en un lloc fins a menys d'un minut a la pel·lícula final.
Bona part del material aeri es va treure d'ocells “domesticats”. Els cineastes van criar aus de diverses espècies, incloses cigonyes i pelicans, des del naixement. Els ocells recent nascuts van impromptar als membres del personal i van ser entrenats per volar juntament amb l'equip. Els ocells també van estar exposats als equips de pel·lícula al llarg de la seva vida per assegurar-se que els ocells reaccionarien com volguessin els cineastes. Algunes d'aquestes espècies no s'havien imprès mai abans. La pel·lícula es va rodar des d'ultralleugers, parapents i globus d'aire calent, a més de camions, motos, barques a motor, robots controlats a distància i un vaixell de guerra de la Marina Francesa. El seu productor diu que la pel·lícula no és ni un documental ni una ficció, sinó un "conte natural".
La pel·lícula afirma que no es van utilitzar efectes especials en la filmació de les aus, tot i que alguns segments completament d'imatge generada per ordinador que veuen la Terra des de l'espai exterior augmenten les imatges reals.

## Banda sonora
La banda sonora de la pel·lícula de Bruno Coulais va ser enregistrada pel grup vocal búlgar Bulgarka Junior Quartet, així com Nick Cave en anglès i Robert Wyatt. Els efectes vocals inclouen seqüències en què el panteix està sobreposat als batecs d'ala per donar l'efecte que l'espectador és un ocell.

## Premis
La pel·lícula va estar nominada als Premis Oscar 2003 en la categoria al millor documental. Va guanyar el César al millor muntatge als 27è Premis César, on va estar nominat a les categories de millor música i millor debut. També fou nominada al Goya al millor documental.